# Aleurocanthus niger
Aleurocanthus niger là một loài côn trùng cánh nửa trong họ Aleyrodidae, phân họ Aleyrodinae.
Aleurocanthus niger được Corbett miêu tả khoa học đầu tiên năm 1926.